# دون إل. جونسون
دون إل. جونسون (بالإنجليزية: Don L. Johnson)‏ هو صحفي أمريكي، ولد في 18 مارس 1927 في مقاطعة ميلووكي في الولايات المتحدة، وتوفي في 20 يناير 2006.